# ماریل ماسیا
ماریل ماسیا (اسپانیایی: Mariel Maciá‎؛ زادهٔ ۲۴ اوت ۱۹۸۰) کارگردان فیلم، تهیه‌کننده فیلم و نویسنده اهل اسپانیا و آرژانتین است. او عضو هیئت‌مدیرۀ انجمن زنان فیلم‌ساز و فعال در رسانه‌های دیداری-شنیداری مشهور به «سیما» (CIMA) است.
از فیلم‌ها یا مجموعه‌های تلویزیونی که وی در آن‌ها نقش داشته‌است، می‌توان به وداع (۲۰۰۳) اشاره نمود.